# Lego Rock Raiders
Lego Rock Raiders — компьютерная игра, основанная на одноимённой серии конструктора Lego System «Rock Raiders», разработанная Data Design Interactive и изданная Lego Media. Вышла для персональных компьютеров под управлением Windows и для игровой приставки PlayStation. В России издана компанией Новый Диск.

## Сюжет
После столкновения с метеоритом, корабль звёздных геологов засосало в чёрную дыру. Команда обнаружила, что они оказались в другой галактике. Командиру звездолёта удалось вывести свой корабль на орбиту таинственной планеты, богатой залежами энергетических кристаллов. Команда исследователей высадилась там и основала свой базовый лагерь, чтобы собрать энергетические кристаллы, необходимые для приведения в действие двигателя звездолёта, чтобы добраться домой.

## Подземные обитатели
Помимо геологов, в недрах пещер встречаются и другие существа, как безобидные, так и весьма опасные:
- Паучки — появляются после пробурённой стены, заползают к геологам «в штаны», мешая им работать.
- Летучие мыши — наводят страх на геологов, опасности не представляют.
- Слизняк — появляются из норы, высасывает энергию из здания.
- Монстр — самый опасный враг под землёй, различают каменного, ледяного и лавового в зависимости от климата. Питается энергетическими кристаллами, быстро передвигается по щебню, ломает энергопроводы.

## ПК версия
ПК версия представляет собой, в отличие от версии PlayStation, игру в жанре Стратегия в реальном времени с элементами стратегии немецкой школы. Например, геолог не может напрямую атаковать монстра, для этого нужно включить «Сигнал тревоги», и он будет атаковать, при условии, что у него в руках есть пистолет. Игрок может в любой момент дать любому геологу имя, обучить его профессиям, которые переходят вместе с геологом в следующие миссии, а также управлять геологом с видом от первого или от третьего лица.
В игре всего 25 миссий, каждая из которых находится в каменном, в ледяном или в лавовом климате. В большинстве миссий игроку требуется собрать определённое количество энергетических кристаллов, требуемая сумма начинается с 5, но постепенно будет увеличиваться, и в более поздних миссиях достигнет отметки 50. Некоторые миссии требуют от игрока найти пропавших геологов, которые оказались в каменной «западне», или найти некоторые части оборудования и привезти их на свою базу.
Одной из особенностей игры является меню приоритетов. С помощью этого меню можно установить порядок выполнения геологами своих обязанностей. Например, можно задать приоритеты, чтобы геологи в первую очередь собирали энергетические кристаллы или руду, или просто отключить некоторые приоритеты, чтобы геологи не выполняли их.
В конце каждой миссии командир будет оценивать вашу работу, рассматривая различные аспекты этой миссии. С учётом всех этих аспектов, будет выставлен результат (в процентах) успешности выполнения миссии. Необязательно выполнять каждую миссию на 100 % или даже завершать все миссии, с целью завершения кампании.

### Предметы
Каждому геологу можно дать 2 предмета, однако геолог сможет взять ещё 3 предмета. Для этого геологу нужно тренировать силу. Инструменты и оружие которые может взять геолог:
- Отбойный молоток — позволяет бурить стены, состоящие из земли и мягкого камня. Изначально доступен каждому геологу.
- Лопата — геолог может разгребать щебень.
- Молоток — позволяет укреплять стены пещеры.
- Гаечный ключ — геолог может восстанавливать повреждённые здания, однако требуется профессия инженера.
- Лазерный пистолет — позволяет геологам «распылять монстров наповал».
- Силовой пистолет — позволяет геологам отбрасывать монстров, нанося им урон.
- Криогенный пистолет — замораживает монстров, не наносит урон ледяным монстрам.
- Акустический бластер — геолог может устанавливать бластер, который некоторое время отгоняет слизняков.

## PlayStation версия
В отличие от ПК версии, PlayStation версия в жанре action, в которой игрок управляет персонажем, а не является командиром бригады геологов. Также в отличие от компьютерной игры, которая центрировалась вокруг строительства базы и добычи минералов, PlayStation версия центрируется вокруг исследования. Также в PlayStation версии есть многопользовательский режим на двух игроков на одной консоли.
Большинство миссий игроку требуется собрать определённое количество энергетических кристаллов, а в некоторых миссиях от игрока требуется спасти потерявшихся геологов.
В игре 18 сюжетных миссий, а также шесть миссий игры. Европейская версия включает в себя три бонусные миссии, которые будут доступны после полностью завершённой кампании.
Вместо того, чтобы подсчитывать процент выполненных заданий, в конце каждой миссии игрок получает либо бронзовую медаль (выполнено минимальное количество требуемых целей), либо серебряную медаль (наиболее полное выполнение целей), или золотую медаль (все задачи завершены в нужное время).

## Оценки и награды
| Сводный рейтинг    | Сводный рейтинг       |
| Агрегатор          | Оценка                |
| ------------------ | --------------------- |
| GameRankings       | 59,18 %               |
| Иноязычные издания |                       |
| Издание            | Оценка                |
| GameSpot           | PS: 3,2/10 ПК: 6,1/10 |
| IGN                | 6,0/10                |

Игра выиграла в номинации «Software of the Year round-up» от журнала Family Fun Magazine (US).